# ꭊ
Cette page contient des caractères spéciaux ou non latins. S’ils s’affichent mal (▯, ?, etc.), consultez la page d’aide Unicode.
Le ꭊ, appelé r double queue croisée, est une lettre additionnelle latine utilisée dans l’alphabet Anthropos. Elle est formée d’un r à double anse et d’une queue croisée en boucle.

## Utilisation

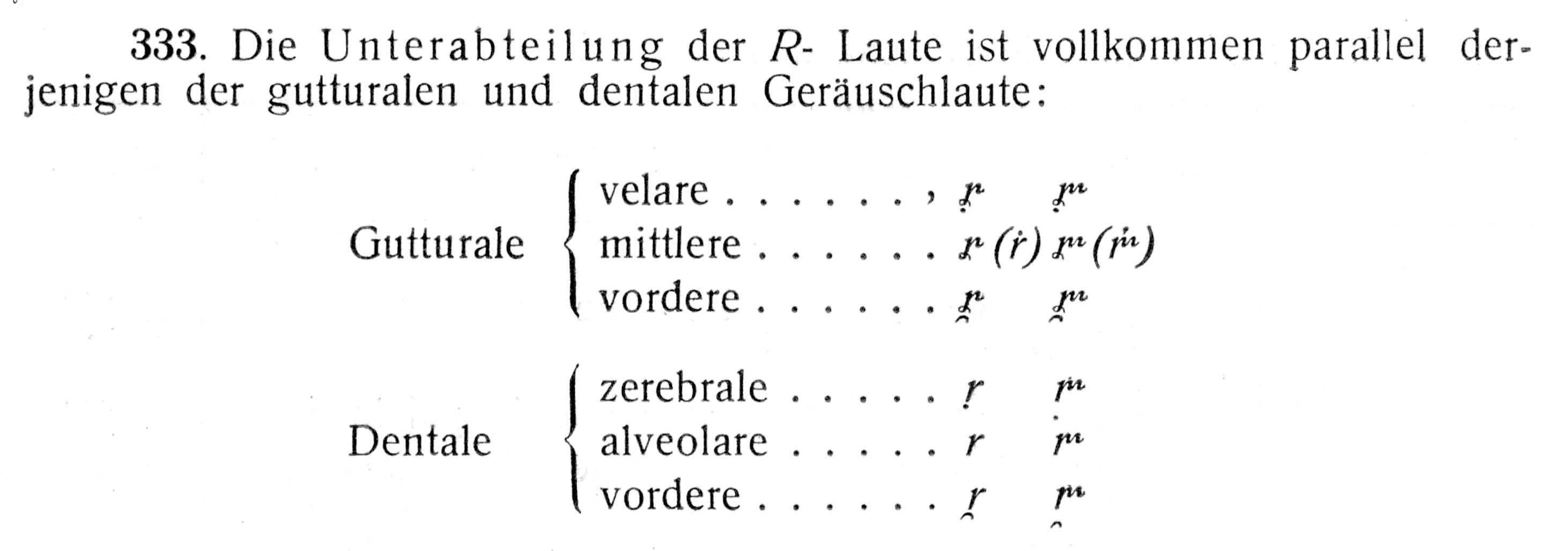
Subdivisions des R dans l’alphabet phonétique de la revue Anthropos, 1907.

Antoine Mostaert a utilisé le ꭊ ainsi qu’un ꭊ barré ‹ ꭊ › dans la transcription du mongol ordos, mais ce dernier a été remplacé par ꭊ point souscrit ‹ ꭊ̣ › dans l’article publiée en 1926 dans la revue Anthropos.

## Représentations informatiques
Le r double queue croisée peut être représenté avec le caractère Unicode (Latin étendu E) suivant :
| formes    | représentations | chaînes de caractères | points de code | descriptions                                   |
| --------- | --------------- | --------------------- | -------------- | ---------------------------------------------- |
| minuscule | ꭊ               | ꭊ                     | U+AB4A         | lettre minuscule latine r double queue croisée |